# Ястребово (Пригородная волость)
Ястребово — деревня в Опочецком районе Псковской области России. 
Входит в состав Пригородной волости.

## География
Расположена в 0,5 км к югу от окраины города Опочка, юго-западнее деревни Звягино, на автодороге на Пустошку (М20).

## Население
| 2001 | 2002 | 2010 | 2012 | 2013 | 2014 | 2015 |
| ---- | ---- | ---- | ---- | ---- | ---- | ---- |
| 19   | ↗29  | ↘18  | ↘15  | ↗17  | ↗19  | ↗24  |
| 2016 |      |      |      |      |      |      |
| ↗25  |      |      |      |      |      |      |

Численность населения по состоянию на 2000 год составляла 19 человек, на 2012 год — 15 человек.

## Топографические карты
- Лист карты O-35-XXIX Опочка. Масштаб: 1 : 200 000. Состояние местности на 1985 год. Издание 1987 г.